# Devant le gibet
Pour plus de détails, voir Fiche technique et Distribution.
Devant le gibet (Μπροστά Στην Αγχόνη, Brosta stin agoni) est un film grec réalisé par Kostas Asimakopoulos (el) et sorti en 1968.

## Synopsis
Trois histoires entremêlées évoquent la guerre d'indépendance chypriote contre la présence britannique :
- Un combattant indépendantiste blessé (Petros Fysoun) quitte la montagne pour rejoindre Paphos et s'y faire soigner. En chemin, il croise un ami d'enfance Grigoris (Michalis Nikolinakos). Le combattant est capturé par les Britanniques et est torturé.
- Grigoris blessé se réfugie dans un monastère. Là, une nonne (Miranda Myrat) aide un des chefs de la résistance (Andreas Barkoulis) à mettre sur pied une embuscade. Elle est amoureuse de ce dernier, mais sait que son amour est impossible.
- Une Chypriote (Maro Kontou) tombe amoureuse d'un officier britannique (Angelos Antonopoulos). Elle est accusée de collaboration. Elle n'est innocentée qu'après le départ des Britanniques.

## Fiche technique
- Titre : Devant le gibet
- Titre alternatif : Une balle pour moi
- Titre original : Μπροστά Στην Αγχόνη (Brosta stin agoni)
- Titre original alternatif : Μια σφαίρα για μένα (Mia sphaira gia ména)
- Réalisation : Kostas Asimakopoulos
- Scénario : Kostas Asimakopoulos d'après sa nouvelle éponyme
- Direction artistique :
- Décors :
- Costumes : Kostas Papachristos
- Photographie : Andreas Anastasatos
- Son : Giannis Trifyllis, Ilias Ionesko
- Montage : Giorgos Gkotsogiannis
- Musique : Nikos Mamangakis
- Production : E.S.A.K.E. Film
- Pays d'origine :  Grèce
- Langue : grec
- Format : Noir et blanc
- Genre : film de guerre
- Durée : 95 minutes
- Dates de sortie : 1968

## Distribution
- Petros Fyssoun (el)
- Michalis Nikolinakos (en)
- Andreas Barkoulis (el)
- Miranda Myrat (el)
- Maro Kontou (el)
- Angelos Antonopoulos (el)